# 茨城県道202号館野牛久線

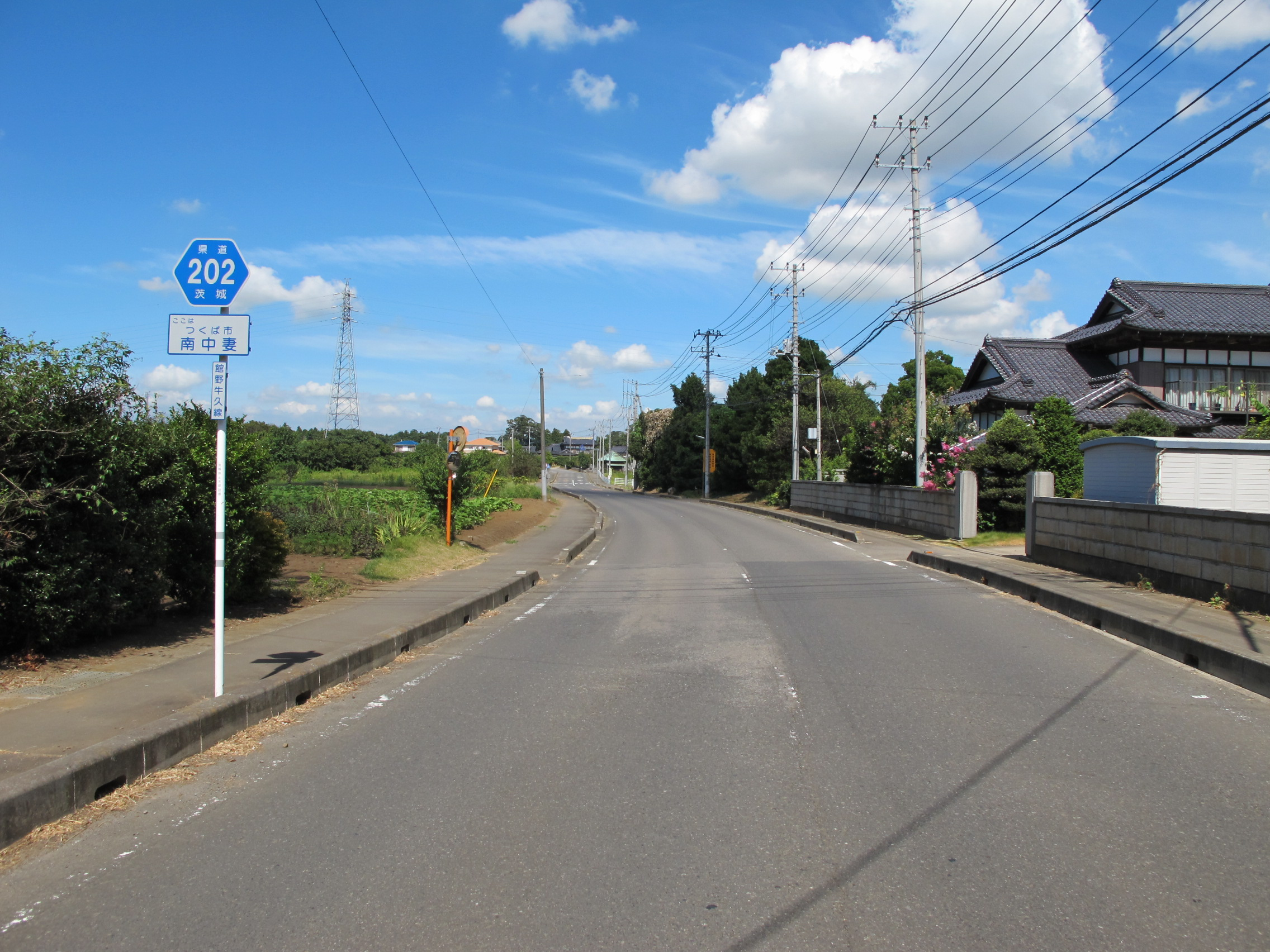
つくば市南中妻（2012年8月撮影）

茨城県道202号館野牛久線（いばらきけんどう202ごう たてのうしくせん）は、茨城県つくば市から牛久市までを結ぶ一般県道である。

## 概要
- 起点：茨城県つくば市館野（国道354号交点）[1]
- 終点：茨城県牛久市田宮町（国道6号交点）[1]
- 総延長：8.318 km[2]
- 重用延長：なし[2]
- 未供用延長：なし[2]
- 実延長：8.318 km[2]
- 自動車交通不能区間延長[注釈 1]：なし[2]

## 歴史
1959年（昭和34年）10月14日、新たな県道として筑波郡谷田部町大字館野を起点とし、稲敷郡牛久町を終点とする区間を本路線とする県道館野牛久線として茨城県が県道路線認定した。
1995年（平成7年）に整理番号202となり現在に至る。

### 年表
- 1944年（昭和19年）6月14日：現在の路線の前身である館野牛久線が路線認定される。
- 1959年（昭和34年）10月14日
現在の路線が路線認定される（図面対照番号211）[3]。道路の区域は、筑波郡谷田部町大字館野の主要地方道土浦野田線（現在の国道354号にあたる）分岐から稲敷郡牛久町大字田宮の一級国道六号線（現、国道6号）交点までと決定された[1]。
- 1964年（昭和39年）7月3日：車両制限令第5条1項[注釈 2]に基づく指定（路線対象番号211 館野牛久線：土浦野田線分岐点 - 国道6号線交点）を受ける[4]。
- 1995年（平成7年）3月30日：整理番号が整理番号268から現在の番号（整理番号202）に変更される[5]。

## 道路施設
- 新中妻橋（稲荷川、つくば市南中妻）

## 通過する自治体
- つくば市 - 牛久市 - つくば市 - 牛久市

## 交差する道路
- 国道6号牛久土浦バイパス
- 国道408号